# Estadio Hiram Bithorn
El Estadio Hiram Bithorn es un recinto deportivo multipropósito usado principalmente para la práctica de béisbol, ubicado en San Juan, la capital de Puerto Rico, y es mantenido por el gobierno municipal de esa ciudad. Lleva ese nombre en homenaje al destacado beisbolista puertorriqueño Hiram Bithorn quien jugó con los Chicago Cubs en 1942; tiene una capacidad para aproximadamente 18.264 espectadores lo que lo convierte en el estadio de béisbol de mayor capacidad de la isla.

## Historia
Fue construido en 1962 bajo el gobierno de Felisa Rincón de Gautier, sustituyó al Estadio Sixto Escobar, y ha sido usado para juegos de la Liga de Béisbol de Puerto Rico. Fue incluido en el Registro Nacional de Lugares Históricos en 2014.
Ha sido sede varios equipos de la isla y de los Estados Unidos, entre ellos los Cangrejeros de Santurce, los Senadores de San Juan y los Montreal Expos, además fue sede en 2006, 2009, y 2013 del Clásico Mundial de Béisbol.  
El primer partido al aire libre de la National Basketball Association se jugó entre los Phoenix Suns y los Milwaukee Bucks el 24 de septiembre de 1972, durante la pretemporada de ese año. Los Suns derrotaron a los Bucks por 116-103.  
A mediados de la década de 1990, se planeó que el estadio Hiram Bithorn fuera la sede del equipo de Puerto Rico, aún sin nombre, una franquicia de la Liga Unida (UL), que era una tercera liga planeada de la Major League Baseball (MLB).
El estadio acogió el partido inaugural de la Major League Baseball en 2001, en el que los Toronto Blue Jays se enfrentaron a los Texas Rangers en un partido de la Liga Americana. Sin embargo, 4.000 personas que compraron entradas fueron rechazadas cuando la policía determinó que se había superado ampliamente la capacidad de seguridad del parque.
Fue objeto de una importante reforma bajo la administración del alcalde Jorge Santini, antes de convertirse en la sede a tiempo parcial de los Expos de Montreal de la Liga Nacional en 2003 y 2004, antes de su traslado a Washington, D.C. como los Washington Nationals. Los Expos jugaron 20 partidos "en casa" a lo largo de las dos temporadas como resultado de la escasa asistencia a su estadio olímpico en Montreal. Antes de que las Grandes Ligas de Béisbol anunciaran el traslado de los Expos de Montreal a Washington, Puerto Rico y San Juan hicieron un esfuerzo por atraer a la franquicia de los Expos al territorio insular de forma permanente.
El estadio Hiram Bithorn acogió parte de las dos primeras rondas del Clásico Mundial de Béisbol de 2006. El Grupo C, que incluía a los equipos de Puerto Rico, Cuba, Panamá y los Países Bajos, se jugó allí. También acogió el Grupo 2 de la segunda ronda del Clásico, que incluía a Cuba, Puerto Rico, la República Dominicana y Venezuela, los dos primeros clasificados del Grupo C y del Grupo D. Los partidos del Grupo D del Clásico Mundial de Béisbol de 2009 se jugaron allí entre el 7 y el 11 de marzo de 2009. El estadio Hiram Bithorn acogió el Clásico Mundial de Béisbol de 2013 con Puerto Rico, Venezuela, la República Dominicana y la recién llegada España en el Grupo C.
En 2008, sirvió de estadio para los Atléticos de San Juan y la Academia Quintana, dos equipos de fútbol de la Puerto Rico Soccer League, la primera liga de fútbol profesional de Puerto Rico.
En 2010, las Grandes Ligas de Béisbol volvieron al estadio, ya que los Marlins de Florida se enfrentaron a los Mets de Nueva York en una serie de tres partidos durante la temporada regular.
Los Marlins iban a jugar contra los Piratas de Pittsburgh el 30 y 31 de mayo de 2016 en honor al Día de Roberto Clemente. Sin embargo, el 6 de mayo de 2016 se anunció que los partidos de Puerto Rico se pospondrían debido al brote del virus del Zika, y se trasladaron al Marlins Park.
Los Indios de Cleveland y los Mellizos de Minnesota jugaron una serie de dos partidos en el Estadio Hiram Bithorn el 17 y 18 de abril de 2018, siendo la primera vez desde 2010 que se jugó un partido de temporada regular de las Grandes Ligas en Puerto Rico. Además, la liga anunció en agosto de 2019 que volverían para una serie de tres partidos en abril de 2020 entre los Marlins de Miami y los Mets de Nueva York. Esta serie se canceló posteriormente como consecuencia de la pandemia de Covid-19.

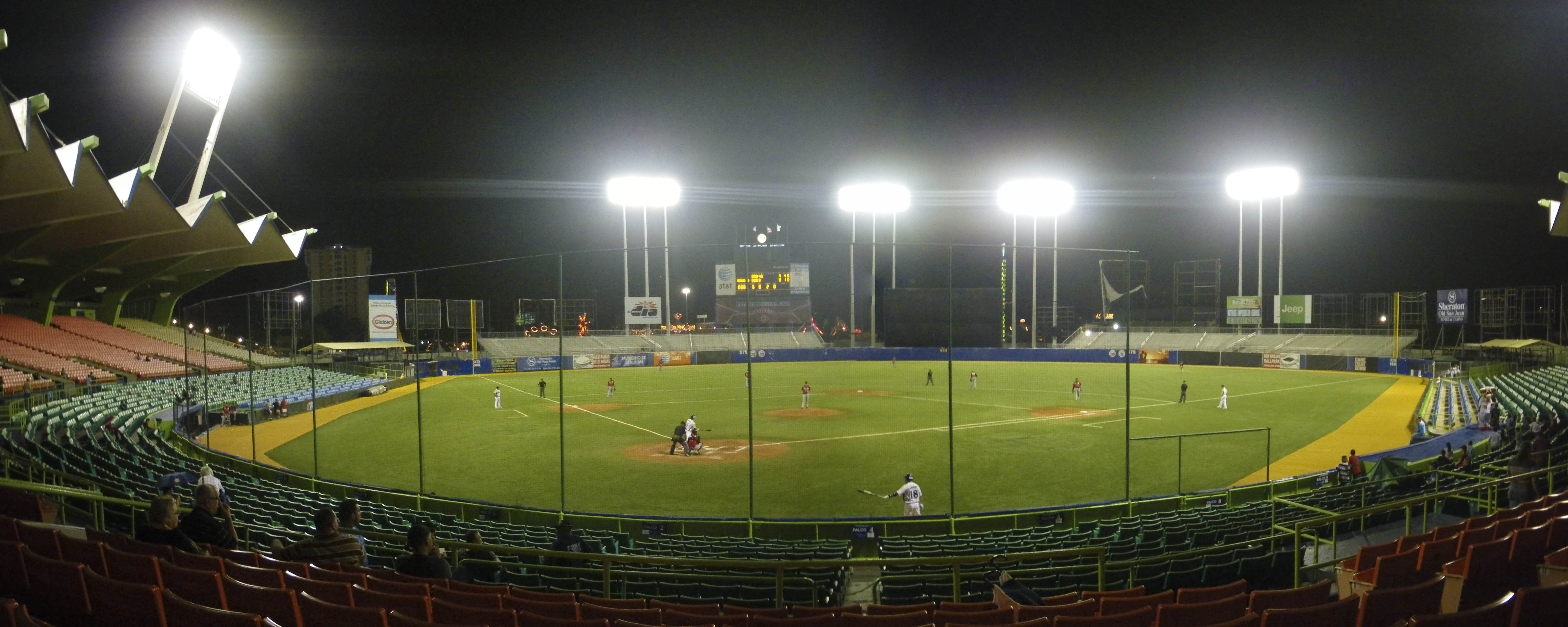
Vista panorámica del estadio

## Otros usos
Además de los eventos deportivos, el estadio ha albergado conciertos de muchos artistas famosos.
Metallica programó un show como parte del tour Nowhere Else to Roam en abril de 1993, pero fue suspendido por lluvia y nunca se reprogramó.
Shakira se presentó dos veces, durante su Tour Anfibio, el 9 de abril de 2000 y durante el Tour de la Mangosta, el 22 de marzo de 2003.
Algunos de los conciertos que se han celebrado:
- The Byrds - 30 de abril de 1967
- Santana - 31 de octubre de 1971
- The Jackson Five - 17 de julio de 1973
- Blue Angel/Peter Frampton - 22 de agosto de 1981
- Blue Öyster Cult - 28 de octubre de 1983
- Bon Jovi/Scorpions: Love At First Sting Tour - 13 de julio de 1984
- Black Jack/Ozzy Osbourne: Bark At The Moon Tour - 4 de agosto de 1984
- The Motels/Men At Work - 2 de agosto de 1985
- Sting - 9 de noviembre de 1985
- Cinderella/Bon Jovi: Slippery When Wet tour - 21 de febrero de 1987
- The Beach Boys - 4 de abril de 1987
- Poison/Ratt: Dancing Undercover Tour - 12 de junio de 1987
- Dead or Alive: Rip It Up Tour - 10 de noviembre de 1987
- Toto/Rod Stewart: Out of Order Tour - 1 de julio de 1988
- Stryper: In God We Trust Tour - 14 de enero de 1989
- Gloria Estefan: Into the light World Tour -  14 de marzo de 1992
- Whitney Houston: The Bodyguard World Tour - 24 de abril de 1994
- Laura Pausini: World Wide tour - 10 de mayo de 1997
- Olga Tañón: Ardiente - 11 de octubre de 1997
- Billy Joel - 11 de febrero de 1999
- Fania All Stars - 29 de abril de 2000
- Mana: Unplugged - 6 de mayo de 2000
- Backstreet Boys: Black & Blue Tour - 19 y 20 de mayo de 2001
- MEF: 19 de marzo de 2011, 17 de marzo de 2012 y el 16 de marzo de 2013
- Rihanna: Diamonds World Tour - 29 de octubre de 2013
- Día Nacional de la Zalsa de Z93 - 3.er domingo de marzo desde 1983
- 25 Años de Siembra - Willie Colón y Rubén Blades - 3 de mayo de 2003
- Bad Bunny: P FKN R - 10 de diciembre de 2021 y 11 de diciembre de 2021
- Karol G: Mañana Será Bonito Tour - 10, 11 y 12 de marzo de 2023
- Rauw Alejandro: Saturno World Tour - 31 de marzo de 2023 y 1 de abril de 2023
- Romeo Santos: Fórmula Vol. 3 - 20 y 21 de mayo de 2023

Lucha Libre Profesional:
- WWC Aniversario Show 1984: 14 de septiembre de 1984. Asistencia: 34,383
- WWE - 19 de octubre de 1985